# Божевільний (фільм, 1982)
Божевільний (англ. Madman) — американський фільм жахів 1982 року.

## Сюжет
Літній табір для підлітків. Вожаті і діти сидять навколо багаття і розповідають страшні історії. Останнім виступає Макс. Він розповідає, що недалеко від табору за лісом колись жив звичайний фермер, який багато пив, бився в місцевому барі, бив своїх дітей і дружину. Одного разу він взяв сокиру і зарубав всю свою сім'ю, після чого назавжди зник. Макс додає, що якщо голосно вимовити ім'я фермера «Божевільний Марз», то він з'явиться з лісу. Один вожатий жартома голосно кричить ім'я Марза, після чого всі розходяться по своїх кімнатах готуватися до сну. Відповідно до розказаної легенди, в таборі з'являється маніяк і починає вбивати підлітків.

## У ролях
- Гейлен Росс — Бетсі
- Тоні Фіш — Ті Пі
- Гаррієт Басс — Стейсі
- Сет Джонс — Дейв
- Жан Клер — Еллі
- Александр Мерфі молодший — Білл
- Том Кандела — Річі
- Карл Фредерікс — Макс
- Майкл Салліван — Діппі
- Пол Елерс — Марз
- Том Вейю — Томмі
- Стівен Кларк — Джиммі
- Вікі Кеннеоллі — Мері Еллен
- Шеллі Мейтс — Ширлі
- Лорі Мейтс — Джині
- Джейн Паппідас — дружина Марза
- Тревіс Сойєр — син Марза
- Дейдре Хіггінс — дочка Марза